# Michel Breuer
Michel Breuer (Gouda, 25 mei 1980) is een Nederlands voormalig voetballer die als verdediger speelde. Hij speelde tussen 1998 en 2018 voor Excelsior, SC Heerenveen, N.E.C en Sparta. Hij is een zoon van oud-profvoetballer Martin Breuer. In 2018 ging hij werken als jeugdtrainer.

## Clubcarrière

### Excelsior
Breuer debuteerde in het seizoen 1998/1999 bij Excelsior in het profvoetbal. Vanaf het seizoen 2001/2002 werd de verdediger een vaste waarde voor de Rotterdammers, die dat seizoen ook promotie naar de Eredivisie afdwongen. Na één jaar daalden de Kralingers echter weer af naar de laagste profdivisie van Nederland. Dat seizoen werd Breuer met zijn club tweede achter kampioen FC Den Bosch en moest Excelsior via de nacompetitie promotie proberen af te dwingen.

### sc Heerenveen
Promotie zat er voor Excelsior niet in, maar doordat Breuer een contract tekende bij sc Heerenveen, speelde hij in het seizoen 2004/2005 wel in de Eredivisie. In dat seizoen vormde hij samen met Petter Hansson het centrale duo achterin bij de Friezen. Het seizoen erop huurde sc Heerenveen verdediger Michael Dingsdag voor een jaar van Vitesse. Breuer speelde daardoor dat seizoen voornamelijk als linksback. Na het vertrek van Hansson kwam Breuer weer terecht in de centrale verdediging.
In het seizoen 2008/2009 werd de Noor Trond Sollied trainer van sc Heerenveen. Doordat hij zijn selectie onvoldoende kende, besloot hij de spelersgroep hun aanvoerder te kiezen, na twee ronden kwam Breuer als captain uit de bus. Ook na het vertrek van Sollied bleef hij captain.
Eigenlijk heeft Breuer in al zijn jaren bij Heerenveen het publiek nooit helemaal kunnen overtuigen van zijn kwaliteiten, maar toch speelde hij een aantal seizoenen achter elkaar bijna alle wedstrijden.
In de zomer van 2012 liep zijn contract bij sc Heerenveen af. Breuer ging in gesprek met NAC Breda, maar hij kwam daar niet tot een akkoord voor een contract.

### N.E.C.
Op 6 juli 2012 tekende Breuer een contract voor twee jaar bij eredivisieclub N.E.C. in Nijmegen. In het seizoen 2012/13 was Breuer een vaste waarde in het team maar het seizoen daarna kwam hij weinig meer aan spelen toe.

### Sparta
In januari 2014 werd hij tot het einde van het seizoen 2013/14 verhuurd aan Sparta. Die club contracteerde hem daarna. Breuer won in het seizoen 2015/16 als aanvoerder met Sparta Rotterdam de titel in Jupiler League, waardoor de club uit Rotterdam-West na zes jaar terugkeerde in de Eredivisie. Zijn vierde treffer van het seizoen betekende de 2-1 tegen Jong Ajax in de kampioenswedstrijd, die uiteindelijk met 3-1 werd gewonnen. 

## Clubstatistieken
| Seizoen         | Club             | Competitie      | Competitie | Competitie | Beker | Beker | Internationaal | Internationaal | Overig | Overig | Totaal | Totaal |
| Seizoen         | Club             | Competitie      | Wed.       | Dlp.       | Wed.  | Dlp.  | Wed.           | Dlp.           | Wed.   | Dlp.   | Wed.   | Dlp.   |
| --------------- | ---------------- | --------------- | ---------- | ---------- | ----- | ----- | -------------- | -------------- | ------ | ------ | ------ | ------ |
| 1998/99         | Excelsior        | Eerste divisie  | 2          | 0          | 0     | 0     | 0              | 0              | 1      | 0      | 3      | 0      |
| 1999/00         | Excelsior        | Eerste divisie  | 11         | 0          | 0     | 0     | 0              | 0              | 0      | 0      | 11     | 0      |
| 2000/01         | Excelsior        | Eerste divisie  | 9          | 0          | 0     | 0     | 0              | 0              | 0      | 0      | 9      | 0      |
| 2001/02         | Excelsior        | Eerste divisie  | 33         | 2          | 0     | 0     | 0              | 0              | 0      | 0      | 33     | 2      |
| 2002/03         | Excelsior        | Eredivisie      | 22         | 0          | 4     | 0     | 0              | 0              | 6      | 0      | 32     | 0      |
| 2003/04         | Excelsior        | Eerste divisie  | 31         | 8          | 3     | 0     | 0              | 0              | 6      | 0      | 42     | 8      |
| Club totaal     | Club totaal      | Club totaal     | 108        | 10         | 7     | 0     | 0              | 0              | 12     | 0      | 127    | 10     |
| 2004/05         | SC Heerenveen    | Eredivisie      | 20         | 3          | 0     | 0     | 3              | 0              | 0      | 0      | 23     | 3      |
| 2005/06         | SC Heerenveen    | Eredivisie      | 30         | 0          | 1     | 0     | 8              | 0              | 0      | 0      | 39     | 0      |
| 2006/07         | SC Heerenveen    | Eredivisie      | 31         | 0          | 1     | 0     | 6              | 0              | 2      | 0      | 40     | 0      |
| 2007/08         | SC Heerenveen    | Eredivisie      | 31         | 0          | 1     | 0     | 2              | 0              | 4      | 0      | 38     | 0      |
| 2008/09         | SC Heerenveen    | Eredivisie      | 30         | 0          | 5     | 0     | 6              | 0              | 0      | 0      | 41     | 0      |
| 2009/10         | SC Heerenveen    | Eredivisie      | 31         | 3          | 3     | 1     | 8              | 0              | 1      | 0      | 43     | 4      |
| 2010/11         | SC Heerenveen    | Eredivisie      | 32         | 4          | 2     | 0     | 0              | 0              | 0      | 0      | 34     | 4      |
| 2011/12         | SC Heerenveen    | Eredivisie      | 31         | 0          | 4     | 0     | 0              | 0              | 0      | 0      | 35     | 0      |
| Club totaal     | Club totaal      | Club totaal     | 236        | 10         | 17    | 1     | 33             | 0              | 7      | 0      | 293    | 11     |
| 2012/13         | N.E.C.           | Eredivisie      | 28         | 1          | 1     | 0     | 0              | 0              | 0      | 0      | 29     | 1      |
| 2013/14         | N.E.C.           | Eredivisie      | 8          | 0          | 1     | 0     | 0              | 0              | 0      | 0      | 9      | 0      |
| Club totaal     | Club totaal      | Club totaal     | 36         | 1          | 2     | 0     | 0              | 0              | 0      | 0      | 38     | 1      |
| 2013/14         | Sparta Rotterdam | Jupiler League  | 16         | 0          | 0     | 0     | 0              | 0              | 6      | 1      | 22     | 1      |
| 2014/15         | Sparta Rotterdam | Jupiler League  | 26         | 3          | 1     | 0     | 0              | 0              | 0      | 0      | 27     | 3      |
| 2015/16         | Sparta Rotterdam | Jupiler League  | 34         | 4          | 1     | 0     | 0              | 0              | 0      | 0      | 35     | 4      |
| 2016/17         | Sparta Rotterdam | Eredivisie      | 32         | 1          | 3     | 0     | 0              | 0              | 0      | 0      | 35     | 1      |
| 2017/18         | Sparta Rotterdam | Eredivisie      | 17         | 0          | 0     | 0     | 0              | 0              | 0      | 0      | 17     | 0      |
| Club totaal     | Club totaal      | Club totaal     | 125        | 8          | 10    | 0     | 0              | 0              | 6      | 1      | 141    | 9      |
| Carrière totaal | Carrière totaal  | Carrière totaal | 505        | 29         | 36    | 1     | 33             | 0              | 25     | 1      | 599    | 31     |

Bijgewerkt tot 1 juli 2018

## Erelijst

### SC Heerenveen
| Nationaal                |    |         |
| KNVB Beker               | 1x | 2008/09 |
| KNVB Fair Playklassement | 1x | 2010/11 |

### Sparta Rotterdam
| Nationaal               |    |         |
| Kampioen Eerste divisie | 1x | 2015/16 |